# Oppido Mamertina
Oppido Mamertina (en calabrais : Oppitu) est une commune italienne du Mezzogiorno située dans la ville métropolitaine de Reggio de Calabre. Elle est le siège du diocèse d'Oppido Mamertina-Palmi.
La cité s'est construite sur un ancien oppidum édifié par les Mamertins.

## Culture
- Cathédrale d'Oppido Mamertina

## Géographie
Le territoire communal d'Oppido Mamertina, qui s'étend des sommets de l'Aspromonte à la plaine de Gioia Tauro, dispose de beaucoup de reliefs et d'une diversité d'environnements lui conférant une faune et une flore riches.
La plaine, très agricole grâce à la topographie du site, est parcourue d'oliveraies centenaires, dont certains arbres atteignent des proportions considérables dû à un climat favorable, et de plantations d'agrumes. L'agriculture est la principale ressource économique de la commune.
En altitude, les oliviers cohabitent avec les chênes verts, pins et hêtres.

### Hydrographie
La commune d'Oppido Mamertina est traversée par plusieurs torrents descendant des montagnes (Boscaino, Marro, Tricuccio et Duverso) avant de rejoindre le Petrace (connu des Grecs sous le nom de Metauros, Μεταυρος en grec ancien).

## Toponymie
Oppido Mamertina a connu divers noms au cours de sa longue histoire :
- Mamertion, à l'époque gréco-romaine ;
- Oppidum Tauroentum, au Ier siècle ;
- Oppido, sous le royaume de Naples, attesté dès le XIe siècle ;
- Oppido Mamertina, depuis la réunification italienne.

## Histoire
La ville médiévale d'Oppido a été fondée aux alentours du IXe siècle, à proximité du site de l'ancienne cité romaine d'Oppidum, elle-même bâtie, d'après d'antiques sources latines, sur le site d'un ancien peuplement des Mamertins, originaires de Sicile. Ces-derniers, établis dans la cité italique voisine de Mella (IIIe – Ier siècles av. J.-C.), auraient fondé Mamertion (latin : Mamertium).

### Origines
Le territoire d'Oppido a une importante stratification historique et archéologique. Les vestiges d'un habitat d'autochtones hellénisés puis de Bruttiens occupé aux VIIe – IIIe siècles av. J.-C. y ont été mis au jour. À Mella ont été retrouvés divers objets datant du néolithique et de l'âge du fer. La cité médiévale, elle, était ceinte d'une muraille encore visibles en quelques endroits, d'une importante cathédrale, de palais, d'églises, de couvents et d'une école de théologie.

## Démographie
La ville d'Oppido Mamertina compte aujourd'hui 5 442 habitants. Cependant, ce chiffre est en très nette baisse le milieu du XXe siècle. Ainsi, au début des années 1950, on comptait plus de 11 500 habitants à Oppido Mamertina.

## Administration
| Période                                  | Période    | Identité                 | Étiquette | Qualité |
| ---------------------------------------- | ---------- | ------------------------ | --------- | ------- |
|                                          | 1816       | Fedele Grillo            |           |         |
| 1817                                     | 1819       | Domenico Germano         |           |         |
| 1820                                     | 1821       | Francesco Saverio Grillo |           |         |
| 1822                                     | 1827       | Giovan Battista Grillo   |           |         |
| 1827                                     | 1830       | Rocco Zerbi              |           |         |
| 1831                                     | 1832       | Francesco Grillo         |           |         |
| 1833                                     | 1835       | Giuseppe de Gerardis     |           |         |
| 1836                                     | 1839       | Fedele Grillo            |           |         |
| 1840                                     | 1845       | Domenico Grillo          |           |         |
| 1846                                     | 1850       | Filippo Gerardis         |           |         |
| 1851                                     | 1854       | Gaetano Grillo           |           |         |
| 1854                                     | 1856       | Domenico Guida           |           |         |
| 1857                                     | 1858       | Candido Zerbi            |           |         |
| Les données manquantes sont à compléter. |            |                          |           |         |
| 1860                                     |            | Francesco Saverio Grillo |           |         |
| Les données manquantes sont à compléter. |            |                          |           |         |
| avant 1866                               | 1873       | Domenico Grillo          |           |         |
| 1874                                     | 1875       | Agostino Grillo          |           |         |
| 1876                                     | après 1878 | Domenico Grillo          |           |         |
| Les données manquantes sont à compléter. |            |                          |           |         |
|                                          |            |                          |           |         |

### Hameaux
Castellace, Piminoro, Messignadi.

### Communes limitrophes
Cosoleto, Platì, Rizziconi, San Procopio, Santa Cristina d'Aspromonte, Seminara, Sinopoli, Taurianova, Varapodio.